# Wilhelm Blystad
Wilhelm Blystad (Wilhelm Arnt Blystad; * 15. September 1881 in Oslo; † 4. Juli 1954 ebd.) war ein norwegischer Hochspringer und Hürdenläufer.
Bei den Olympischen Spielen 1908 in London wurde er Achter im Standhochsprung und schied über 110 m Hürden im Vorlauf aus.
1902 wurde er Norwegischer Meister im Hochsprung und 1904 über 110 m Hürden.